# 캐런 샤프

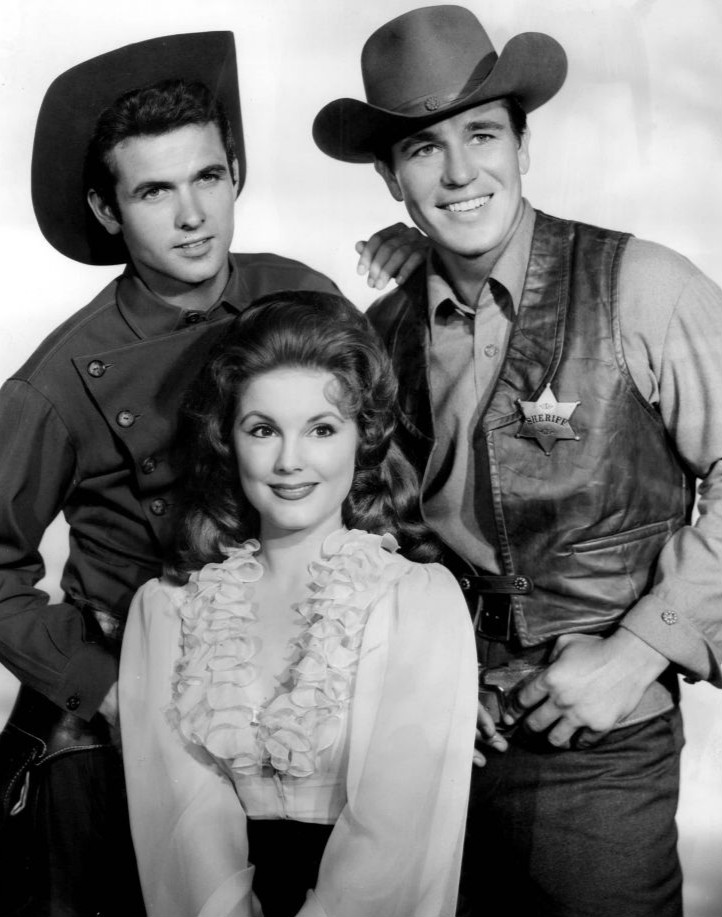

캐런 샤프(영어: Karen Sharpe, 1934년 9월 20일 ~ )는 미국의 배우 겸 영화 프로듀서이다.
텍사스주 샌안토니오에서 태어났다.

## 영화
- 서부를 향해 달려라 (1965년)
- 내 사랑 지니 (1965년)
- 사고뭉치 간호조무사 (1964년)
- 선셋 77번가 (1958년)
- 딜론 보안관 (1955년)
- 비상착륙 (1954년)